# Liste von Persönlichkeiten der Stadt Falkenstein/Harz
Die Liste von Persönlichkeiten der Stadt Falkenstein/Harz enthält Personen, die in der Geschichte der sachsen-anhaltischen Stadt Falkenstein/Harz im Landkreis Harz eine nachhaltige Rolle gespielt haben. Es handelt sich dabei um Persönlichkeiten, die in der Stadt Falkenstein/Harz und den heutigen Ortsteilen geboren oder gestorben sind oder hier gewirkt haben.
Für die Persönlichkeiten aus den in die Stadt Falkenstein/Harz eingemeindeten Ortschaften siehe auch die entsprechenden Ortsartikel.

## Söhne und Töchter der Stadt
- Christian Julius von Hoym (1586–1656), geboren in Ermsleben, Erbkämmerer des Fürstentums Halberstadt und Rittergutsbesitzer
- Joachim Ramdohr (1587–1667), geboren in Ermsleben, Bauherr, Unternehmer und Magistratsmitglied in Aschersleben
- Johann Wilhelm Ludwig Gleim (1719–1803), geboren in Ermsleben, Dichter und Schriftsteller, Gründer des Halberstädter Dichterkreises
- Achatz Ferdinand von der Asseburg (1721–1797), geboren in Meisdorf, Diplomat
- Johann Ludwig Anton Rust (1721–1785), geboren in Reinstedt, Jurist, Archivar und Bibliothekar
- Friedrich Eberhard Siegmund Günther von Goeckingk (1738–1813), geboren in Ermsleben, königlich-preußischer General der Kavallerie und Chef des Husarenregiment Nr. 2 sowie Träger des Pour le Mérite
- Wilhelm Gottlieb Hankel (1814–1899), geboren in Ermsleben, Physiker
- Carl Albert Dauthendey (1819–1896), in Ermsleben geborener und später in Russland tätiger Fotograf
- Ludwig von Doetinchem de Rande (1826–1899), geboren in Pansfelde, preußischer Landrat und Geheimer Regierungsrat
- Werner Sombart (1863–1941), geboren in Ermsleben, Soziologe und Volkswirt
- Carl Delius (1874–1953), geboren in Ermsleben, Politiker (DDP), Reichstagsabgeordneter
- Walter Tießler (1903–1984), geboren in Ermsleben, Reichsamtsleiter im Stab des Stellvertreters des Führers (nachmalig Partei-Kanzlei) und Verbindungsmann zum Reichspropagandaministerium
- Horst Keitel (1928–2015), geboren in Meisdorf, Schauspieler und Synchronsprecher

## Persönlichkeiten, die mit der Stadt in Verbindung stehen
- Egeno I. von Konradsburg (auch Conradsburg), Ende des 11. Jahrhunderts einer der Edelfreien von Konradsburg nahe von Ermsleben
- Jacob Friedrich Reimmann (1668–1743), Gelehrter und Bibliophiler, lebte in Ermsleben bis seine berühmte Bibliothek 1710 ein Raub der Flammen wurde
- Moritz Levin Friedrich Graf von der Schulenburg (1774–1814), sächsischer Kammerherr, Majoratsherr auf Burg- und Kirchscheidungen, starb in Meisdorf
- Ludwig Graf von der Asseburg (1796–1869), Herr der Mindergrafschaft Falkenstein, preußischer Hofjägermeister und Mitglied des Preußischen Herrenhauses
- Eduard Nehse (1794–nach 1855), Naturforscher, Betreiber einer Gastwirtschaft am Fuß der Burg Falkenstein und Herausgeber einer Falkensteiner Burgchronik
- Friedrich Graf von der Asseburg (1861–1940), Besitzer von Burg Falkenstein und Schloss Meisdorf, preußischer Offizier und Kammerherr